# La dolce vita
La dolce vita és una pel·lícula franco-italiana de Federico Fellini estrenada el 1960, guanyadora de la Palma d'Or al Festival de Canes i doblada al català.

## Argument

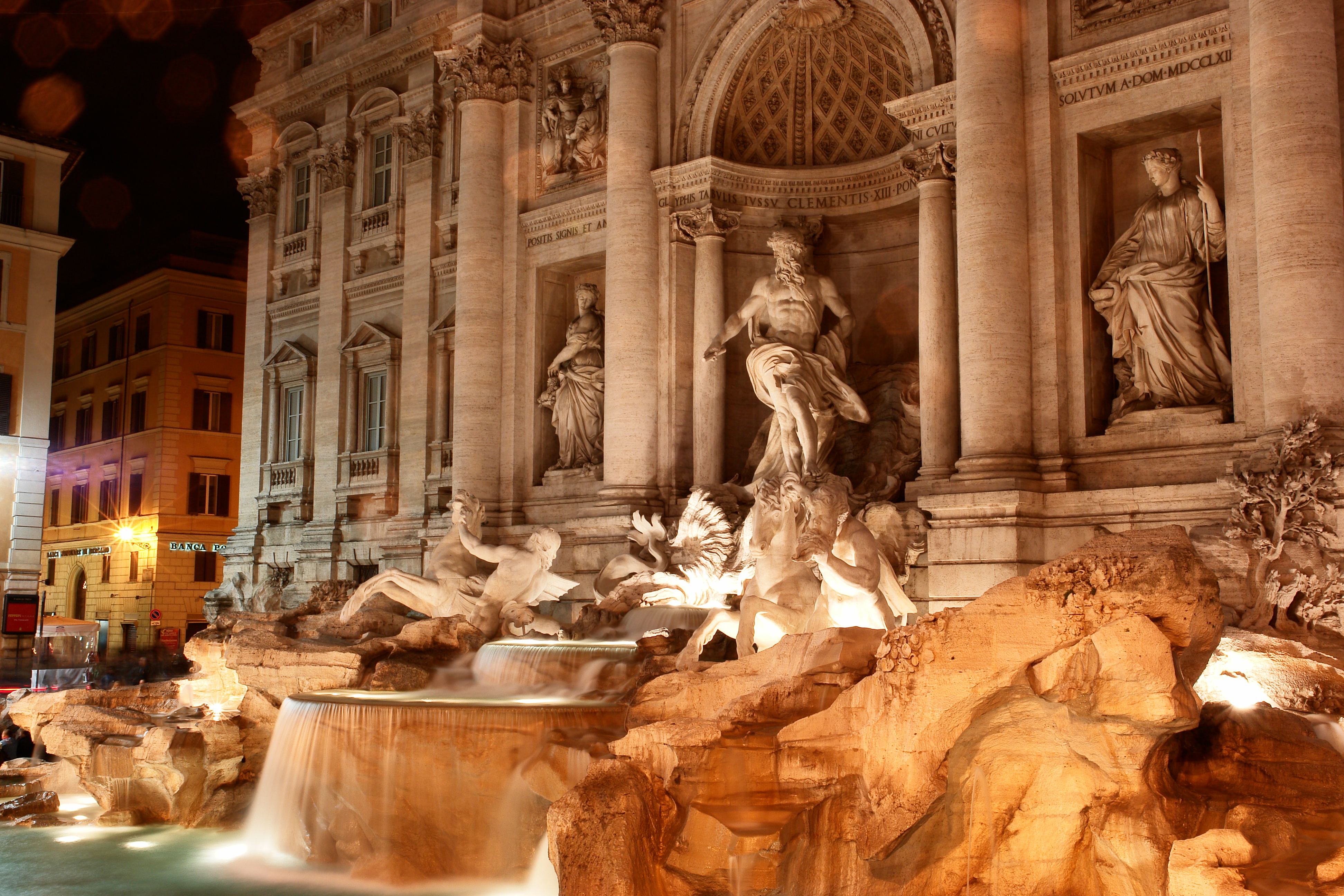
La fontana de Trevi és el lloc de l'icònic bany de mitjanit d'Anita Ekberg i Marcello Mastroianni.

Un reporter romà porta una vida de playboy, i descobreix, seguint la vida escandalosa de les estrelles, el dolç món de l'alta societat. Es lliura a aquest nou univers, abandonant-se en festes hedonistes, en les quals el límit entre els dies i les nits es fa borrós.
Mancat d'una estructura tradicional en la seva trama, la pel·lícula presenta una sèrie de nits i matins al llarg de la Via Veneto a Roma, vistes des dels ulls del seu personatge principal, un reporter anomenat Marcello (interpretat per Marcello Mastroianni). Marcello és un home que no és compromès amb res, com ho demostren les seves relacions amb la seva gelosa amant Emma (Yvonne Furneaux), amb una sofisticada dona (Anouk Aimée) amb la qual té una relació temporal, i una espectacular actriu americana de nom Silvia (Anita Ekberg) a la qual segueix mentre aquesta vagareja per Roma (incloent-hi la notable escena del seu bany nocturn a la Fontana de Trevi) i amb una multitud d'altres personatges que habiten a Via Veneto. Marcello vol deixar la seva feina de columnista de xafarderies per convertir-se en novel·lista, però sembla que mai no és capaç de concentrar-se prou per fer algun progrés en els seus escrits.
Fellini descriu la solitud de l'home davant del món exterior. El protagonista, Marcello, sol viure molt ben acompanyat, però en total solitud i incomunicació.
En la famosa primera escena de la pel·lícula, Marcello està en un helicòpter per portar a Vaticà una estàtua de Jesús. Pel camí, l'helicòpter s'atura per observar un grup de dones que estan prenent el sol en un terrat. Marcello pregunta a les dones pel seu número de telèfon i aquestes li pregunten cap a on porta l'estàtua. El sorollós motor de l'helicòpter evita la mútua entesa. Aquest tema de la falta de comunicació es torna a tocar al llarg del film.
Entre els episodis més famosos de La dolce vita estan la gran escena goiesca del fals miracle, on dos nens menteixen sobre una presumpta aparició de la Verge als afores de Roma, on es veu una multitud immensa, i l'episodi de Steiner (interpretat per Alain Cuny), un amic intel·lectual de Marcello amb una vida familiar perfecta, que acaba assassinant als seus fills i suïcidant-se. Després de la mort de Steiner, Marcello s'endinsa en una vida sense sentit d'orgies, després marxa molt d'hora al matí per trobar un monstre marí mort a la platja, el simbòlic final de la pel·lícula.

## Repartiment
- Marcello Mastroianni: Marcello Rubini, el periodista
- Walter Santesso: Adriano Paparazzo, el fotògraf
- Anouk Aimée: Maddalena
- Anita Ekberg: Sylvia, l'estrella
- Yvonne Furneaux: Emma, la concubina de Marcello
- Lex Barker: Robert
- Alan Dijon: Frankie
- Alain Cuny: Steiner, un amic de Marcello
- Nadia Gray: Nadia
- Magali Noël: Fanny, la ballarina
- Jacques Sernas: l'idole
- Annibale Nichi: el pare Marcello
- Valeria Ciangottini: Paola
- Renée Longarini: la Sra. Steiner
- Polidor: el pallasso
- Giulio Questi: Don Giulio
- Mino Doro: l'amant de Nadia
- Laura Betti: Laura
- Daniela Calvino: Daniela
- Riccardo Garrone: Riccardo
- Enrico Glori: l'admirador de Nadia
- Franca Pasut: la noia coberta de plomes
- Nico: ella mateixa
- Adriano Celentano: el cantant de rock
- Giulio Paradisi: un periodista fotògraf
- Iris Tree (no surt als crèdits): ella mateixa

## Anècdotes
- L'escena on Anita Ekberg i Marcello Mastroianni es retroben a la fontana de Trevi amb aigua fins a les cuixes s'ha convertit en una escena de culte del cinema.[2]
- El nom de Paparazzo, el fotògraf que acompanya el periodista Marcello Rubini, s'ha continuat fent servir en el llenguatge usual per designar els fotògrafs de premsa que intenten forçar la intimitat de persones cèlebres, els paparazzis.

## Premis i Nominacions

### Premis
- Festival de Canes 1960: Palma d'Or.
- David di Donatello 1960: Federico Fellini, Millor director
- Oscar al millor vestuari per Piero Gherardi.[3]

### Nominacions[3]
- Oscar a la millor direcció (Federico Fellini)
- Oscar al millor guió original (Federico Fellini, Tullio Pinelli, Ennio Fiaiano, Brunello Rondi)
- Oscar a la millor direcció artística (Piero Gherardi)